# Harry Davies (cầu thủ bóng đá, sinh năm 1876)
Henry James Davies (1876 – không rõ) là một cầu thủ bóng đá người Anh thi đấu ở Football League cho Doncaster Rovers, Gainsborough Trinity, Hull City và Wolverhampton Wanderers. Con trai cùng tên của ông cũng là một cầu thủ bóng đá.